# Michael MacKenzie
Michael MacKenzie es un personaje ficticio de la serie de televisión australiana Home and Away, interpretado por el actor Trent Baines del 2006 hasta el 2007. 

## Biografía
Michael apareció por primera vez conduciendo por Bay y a punto de chocar con Belle Taylor, quien había tomado "prestado" el coche de Kim Hyde. Cuando Ric Dalby, Barry Hyde y Martha MacKenzie - Holden llegaron al lugar, Martha identificó rápidamente a Michael como su hermano adoptivo: poco después asistió al cumpleaños de Martha y fue todo un éxito con los residentes, quienes quedaron fascinados con sus encantos.
Pronto Michael comenzó a hacer amistad con Cassie Turner y cuando le dijo que no había logrado comenzar una clase de boxeo Macca se ofreció a darle clases. Luego la invitó a salir y después de pasar el día juntos se besaron por primera vez, sin embargo Martha no estaba muy feliz con que su hermano saliera con su amiga, ya que sabía que Michael tenía la costumbre de dejar a las chicas cuando se cansaba de ellas. 
Las cosas no mejoraron cuando Michael no le diera una buena impresión a la madre adoptiva de Cassie, Sally Fletcher; luego de que esta llegara de sus vacaciones y encontrará a Macca y a Cassie llegando a la casa borrachos, después de que Macca organizara una fiesta en la casa de Jack Holden mientras este se encontraba trabajando. A pesar de tener un mal inicio con Sally, Macca hizo su mayor esfuerzo, se mudó del Caravan Park y se fue a vivir con Jack, Kim y Dan.
Cuando Macca recibió una llamada donde le ofrecían un trabajo como mensajero, planeaba decirle a Cassie que se iba, pero se asustó cuando le dijo que lo amaba. Sin embargo Cassie se enteró de que Macca se iba y cuando Jack lo ayudó a darse cuenta de que le tenía miedo al compromiso, Macca le dijo a Cassie que también la amaba, pero ella no se impresionó hasta que Martha le dijo que él no se lo había dicho a ninguna chica antes, así que Cassie corrió para despedirse de él, antes de irse Macca le prometió que haría que su relación a larga distancia funcionara.
Un par de semanas más tarde Macca regresó a Summer Bay tras conseguir un trabajo en el área. No tardó en mudarse al piso de arriba del Diner, pero enseguida comenzó a tener problemas con las largas horas que su nuevo trabajo exigía y pronto comenzó a consumir drogas. Cuando se presentó al cumpleaños de Colleen Stewart tomado e hiperactivo Ric comenzó a sospechar y encontró drogas en el bolso de su chaqueta. 
Macca le dijo que mucha gente en su trabajo las consumía y que él podía pasar sin ellas, pero unas horas después Macca llamó a su distribuidor. Poco después fue Cassie quien encontró sus drogas y cuando ella lo confrontó Macca terminó golpeándola, cuando Casssie se refugió en Matilda Hunter, Macca se las arregló para que Cassie lo perdonara y regresaron.
Cuando la noticia de que el acosador de Summer Bay había regresado, Macca comenzó a ponerse celoso al ver que Ric y Cassie se apoyaban mutuamente, a pesar de que Cassie le juró que nada pasaba entre ellos y que solo eran amigos Macca quedó más furioso cuando se enteró de que Cassie había hablado con Sally acerca de su relación. 
Cuando Cassie trató de dejar el apartamento luego de tener una discusión con Macca, este la agarró y la empujó contra el borde de un armario lo que ocasionó que Cassie se lastimara el estómago gravemente, en el hospital cuando le preguntaron que había sucedido Cassie mintió diciendo que se había resbalado y decidió darle otra oportunidad a Macca, sin embargo cuando Cassie pensó que estaba embarazada Macca quedó encantado con la idea de comenzar una familia con ella, pero Cassie estaba aterrada con la idea de traer a un bebé al mundo en una relación abusiva, sin embargo sus temores se disiparon cuando el test dio negativo.
Ric y Matilda comenzaron a preocuparse por Cassie y le pidieron a Rachel Armstrong que hablara con ella, cuando Rachel fue al departamento casi convence a Cassie de dejar a Macca pero cuando el llegó a la casa Cassi decidió quedarse con él, cuando Rachel se fue Macca golpeó a Cassie dejándola con un moretón en la cara y le dijo que no necesitaban de nadie más, Cassie fingió estar de acuerdo con él. Cuando Cassie comenzó a hacer sus maletas Macca trató de detenerla, Sally prevenida por Ric y Matilda llegó a tiempo para salvarla de otra paliza y le dijo a Macca que se alejara de su hija.
Poco después Ric decidió darle un poco de su propia medicina pero se dio cuenta de que si lo hacía sería como él, por otro lado Martha impresionada por sus acciones le dijo a su hermano que lo quería fuera de su vida, lo cual dejó destrozado a Macca. Poco después Michael decidió entregarse a la policía pero cuando llegó Cassie decidió no presentar cargos en su contra y le dijo que mejor buscara ayuda.
En el 2006 durante la boda de Jack y Martha, Macca fue a la recepción pero antes de poder entrar fue detenido por Martha, Ric, Cassie y Sally quienes le dejaron en claro que no era bienvenido; Macca comenzó a alejarse del lugar cuando de pronto notó una explosión en el lugar de la recepción y rápido corrió para ayudar a su hermana y a los habitantes que todavía estaban adentro, cuando Macca entró con Martha y Tony Holden para sacar a Jack quien estaba lesionado, recibió un golpe y quedó atrapado, Cassie decidió quedarse a su lado hasta que quedara libre y estuvo con él en el hospital, donde le dijeron que tendrían que hacer una esplenectomía y que había la posibilidad de que le apuntaran un brazo infectado.
Cuando algunos lesionados fueron en un helicóptero a la ciudad para recibir tratamiento y este se estrellara, Macca dejó el hospital para ir en busca de su hermana, poco después fue encontrado por Ric y ambos comenzaron a discutir sobre el hecho de que los dos amaban a Cassie, cuando Ric se resbaló y cayó en un acantilado, Macca arriesgó su brazo lesionado para poner a salvo a Ric. Sin embargo aunque Cassie le dijo que todavía sentía cosas por él no podía arriesgarse a que él la lastimara de nuevo y decidió regresar con Ric.
Después de ser dado de alta del hospital Macca se unió de nuevo a la búsqueda y compró unas drogas para mantener sus niveles de energía altos hasta que Amanda Vale lo convenció de dejarlas, poco después de comenzar de nuevo la búsqueda de Martha, Belle Taylor, Kim Hyde y Kit y Robbie Hunter, junto con Amanda y Tony los encontraron. Con todos a salvo Macca pensó en irse de Bay pero cuando el dedo de Amanda se quedó atorado en el filtro de la piscina Macca la ayudó pero cuando Irene Roberts fue a ver por qué Amanda no había llegado a ver a su hija Belle esta pensó que Macca y Amanda tenían una aventura. 
Unos meses más tarde Macca regresó a Bay le dijo a Cassie que había acompletado su asesoramiento Cassie le dijo que estaba contenta por él peor que estaba feliz con Ric. Poco después Macca alquiló una furgoneta y comenzó a trabajar en Noah's. Macca y Cassie se besaron y rápido Cassie le dijo que había sido un error pero de todos modos se volvieron a besar en el Bar. Poco después Cassie le dijo que quería estar con el pero que quería mantener las cosas tranquilas mientras que buscaba la forma de romper con Ric en persona. 
Macca le confió a Jack la verdad acerca de él y Cassie, sin embargo Jack no se sentía a gusto mintiéndoles a Ric, Martha y Amanda, cuando Martha comenzó a sospechar Macca le dijo que tenía una nueva novia, luego Colleen también comenzó a sospechar cuando escuchó una conversación entre él y Amanda y pronto les siguió Alf Stewart quien vio a Macca platicando íntimamente con Cassie, sin embargo Amanda salió a su rescate y dijo que ella era la novia de Macca. 
Cansada por las mentiras Cassie decidió romper con Ric pero las cosas no salieron como lo esperaba luego de que Ric los descubriera besándose, Ric molesto golpeó a Macca y la pelea solo fue detenida cuando Alf y Sally intervinieron. Con casi toda la bahía indignada por la relación, Cassie se vio forzada a mudarse con Irene y Macca fue despedido y desalojado por Alf quien le dijo que no podía confiar en él, Amanda al darse cuenta de que Macca dormía en su coche le ofreció alojamiento. Pronto Cassie y Macca se dieron cuenta de que las cosas serían más fáciles para ellos si Ric era feliz así que decidieron juntarlo con Matilda, ya que se habían dado cuenta de que se gustaban.
Poco después Amanda le confesó que se había acostado con Drew Curtis el novio de su hija y Macca le dijo que no se lo dijera ya que eso la destrozaría y arruinaría la relación con su hija. Sin embargo cuando Amanda le dijo la verdad a Belle esta recurrió a Macca para buscar apoyo y terminó besándolo, pero luego se disculpó. Macca fue el primero en enterarse de que Amanda tenía sentimientos por Peter Baker.
Macca se las arregló para recuperar su trabajo como mensajero, pero esto significaba trabajar de nuevo horas largas y quedar exhausto. Cuando la compañía le ofreció un trabajo en la ciudad Macca quedó contento, pero le dijo a Cassie que solo tomaría el trabajo si ella lo acompañaba, sin embargo cuando Sally le prohibió irse Cassie le dijo que aceptaba irse con él y pronto ambos se fueron de Bay.
Pronto la pareja recibió noticias de que Sally había sido apuñalada, Cassie dejó todo para volver a Bay lo cual no dejó contento a Macca, sin embargo la acompañó a la fiesta de bienvenida de Sally cuando salió del hospital. Macca se molestó más cuando Cassie le dijo a Matilda que con Macca trabajando ella se aburría en casa, así que decidió hacer que Cassie cortara todo lazo con su antigua vida y se negó a dejarla conseguir trabajo. Cuando Cassie escuchó que Ric había sido arrestado decidió regresar para apoyar a su amigo lo cual no dejó contento a Macca, quien pronto se le unió en la bahía.
Cuando Macca tató de convencerla de que volvieran a la ciudad y Cassie se negara a regresa él la golpeo y se fue molesto consigo mismo por haberla lastimado. Cuando Alf, Sally y Cassie regresaron a la casa para que Cassie recogiera sus cosas, se encontraron con que Macca se había ido y le había dejado una nota a Cassie donde se disculpaba por todo.